# Dizionario analogico

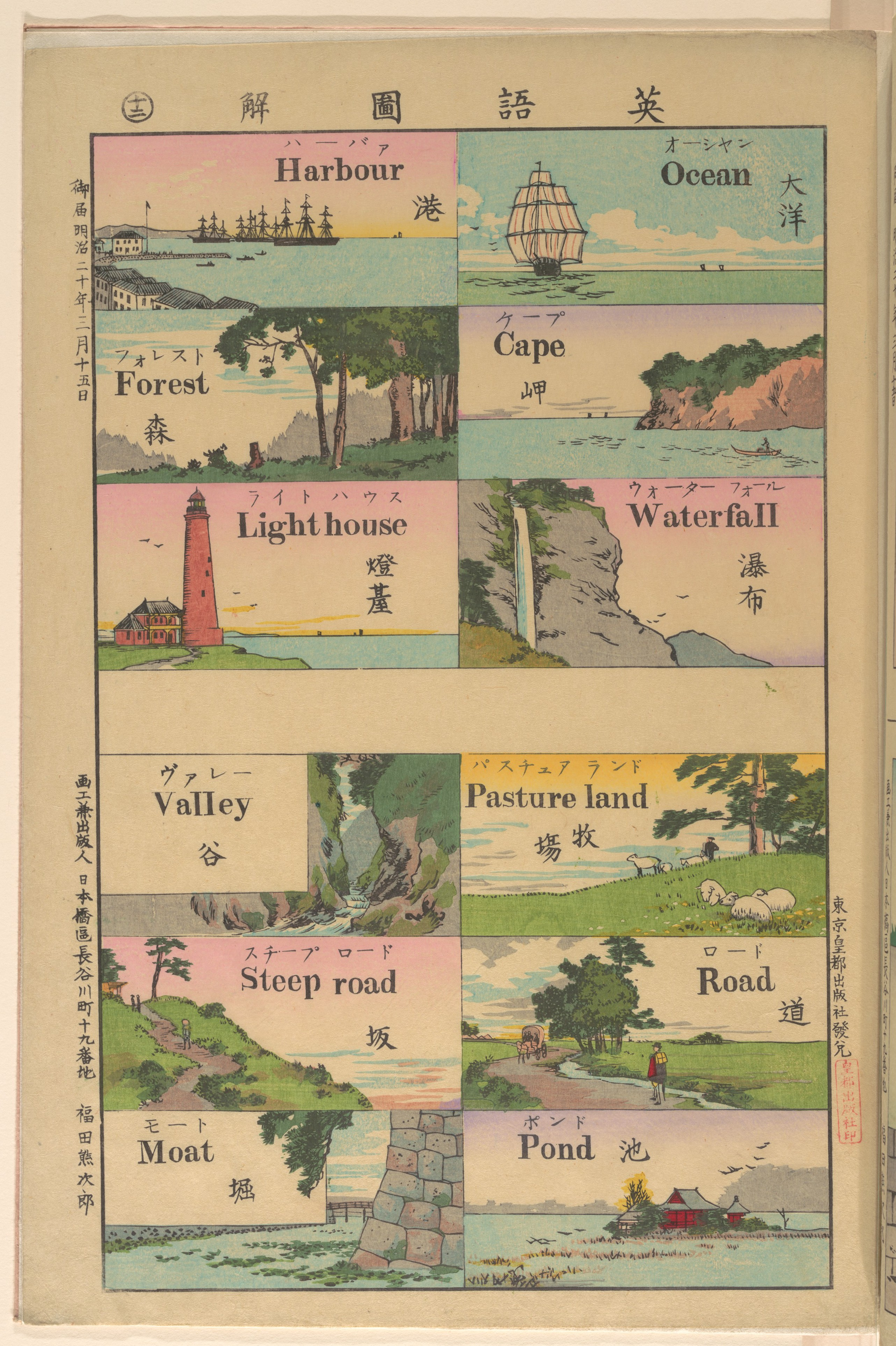
Esempio di dizionario analogico giapponese, illustrato e bilingue (1887)

Il dizionario analogico è un'opera lessicografica basata su criteri particolari, diversi da quelli dell'usuale dizionario, che permettono la ricerca lessicale sulla base di approcci concettuali e tematici.

## Ambito d'uso
Lo scopo di un dizionario analogico è quello di permettere il reperimento di una parola della quale si ignora (o non si ricorda) l'eventuale espressione lessicale. Questo risulta utile quando si verifica almeno una delle seguenti condizioni: 
- si conosce il significato associato alla parola da cercare;
- si conosce una parola con un significato correlato a quella cercata.

Lo scopo di una simile opera è inverso a quello attribuito al tradizionale dizionario indicizzato secondo l'ordine lessicografico; infatti, la finalità di quest'ultimo, di norma, è quella di reperire il significato (o i significati) associati a una parola conosciuta, o l'esatta ortografia o fonetica di una parola di cui conosce già il significato.

### Differenze con strumenti analoghi
In altri casi, una funzione analoga può essere svolta dai dizionari dei sinonimi e contrari: in quest'ultimo caso, però, la correlazioni che si utilizzano nella ricerca sono unicamente quelle di sinonimia e di contrasto.
In alcuni casi particolari, come quando la parola da cercare si riferisce a una parte di un oggetto, di un manufatto, di un organismo vivente, uno scopo simile può essere assolto da dizionari metodici, che offrono una descrizione dettagliata dell'oggetto (per esempio, la composizione del pianeta Terra o del fiore, o del frutto) o dizionari visuali, che offrono dettagliati disegni e sezioni dell'oggetto (negli esempi già citati, la sezione del pianeta Terra o il disegno in sezione delle parti anatomiche in cui si scompone il fiore o il frutto).
Il dizionario analogico permette però dei percorsi puramente concettuali, attraverso i quali, ad esempio, si può pensare di trovare, senza conoscerla, o senza ricordarla, la parola associata al borbottio intestinale, partendo dalla parola intestino: la parola cercata è l'onomatopea borborigmo. In questo caso, può soccorrere anche la ricerca sinonimica, partendo da borbottio.

## Esempi di dizionari analogici
Italiano
- Grande Dizionario Analogico della Lingua Italiana UTET, progettato e diretto da Raffaele Simone, che si affianca al Grande Dizionario Italiano dei Sinonimi e Contrari curato da Tullio De Mauro, edito dalla stessa casa editrice.
- Dizionario Analogico Garzanti della Lingua Italiana, Garzanti.
- Aa. Vv., Dizionario analogico della lingua italiana, TEA, 1991.
- Donata Feroldi, Elena Dal Pra,  Dizionario Analogico della Lingua Italiana, Zanichelli Editore, 2011.

Francese
- Jean-Baptiste Prudence Boissière,  Dictionnaire analogique de la langue française, Répertoire complet des mots par les idées et des idées par les mots, Larousse e A. Boyer, 1862.
- Paul Robert, Dictionnaire alphabétique et analogique de la langue française, 6 volumi (1953-1964) e un supplemento (1970), Larousse.
  - Le Petit Robert, 1967 (edizione concisa in un solo volume).
  - Dictionnaire alphabétique et analogique de la langue française, 1985 (nuova edizione, in nove volumi, curata da Alain Rey).
- Daniel Delas, Nouveau Dictionnaire Analogique, Ed. Hachette-Tchou. 1971.

Inglese
- Roget's Thesaurus of English Words and Phrases, ed. or. 1852 (1962) (1982), uno dei primi e più importanti esempi di questa tipologia di dizionario.
- Tom McArthur. Lexicon of Contemporary English, Ed. Longman, 1982.

Spagnolo
- Julio Casares, Diccionario ideológico de la lengua española (Editorial Gustavo Gili, S.A. Barcelona), magnum opus del lessicografo spagnolo, frutto di un lavoro durato cinque lustri, che vide la luce per la prima volta nel 1942.
- Miguel Santolaria, Diccionario Analógico Conceptual, 2006.